# Hydractinia australis
Hydractinia australis är en nässeldjursart som beskrevs av Peter Schuchert 1996. Hydractinia australis ingår i släktet Hydractinia och familjen Hydractiniidae. Inga underarter finns listade i Catalogue of Life.